# Barros (Vila Verde)
Barros ist ein Ort und eine ehemalige Gemeinde (Freguesia) im Norden Portugals.
Barros liegt im Kreis Vila Verde im Distrikt Braga. Die Gemeinde hatte eine Fläche von 3,8 km² und 334 Einwohner (Stand 30. Juni 2011).
Am 29. September 2013 wurden die Gemeinden Barros, Gomide, Sande und Vilarinho zur neuen Gemeinde União das Freguesias de Sande, Vilarinho, Barros e Gomide zusammengeschlossen.

## Söhne und Töchter
- António Vitalino Fernandes Dantas (* 1941), römisch-katholischer Ordensgeistlicher, emeritierter Bischof von Beja